# 額勒登保
額勒登保（穆麟德轉寫：Eldemboo；1748年—1805年），瓜爾佳氏，字珠軒，滿洲正黃旗人，清朝中期名將。世代為吉林珠戶，隸屬打牲總管。

## 生平

### 早年
乾隆年間，以馬甲跟從出征緬甸及大小金川，累功擢升為三等侍衛，賜號和隆武巴圖魯，乾清門行走。乾隆四十九年(1784年)，帶兵剿滅甘肅石峰堡回乱。乾隆五十二年(1787年)，平定台灣，升遷為御前侍衛。乾隆五十六年(1791年)，駐藏大臣舒濂逝世後，額勒登保攝位為駐藏大臣。額勒登保跟從福康安出征廓爾喀。攻克擦木賊寨，七戰七勝，直抵帕朗古河，班師殿後，加職為副都統銜。敘論台灣、廓爾喀兩役軍功，兩次圖形紫光閣。再授職副都統兼護軍統領，擢升為都統。

### 鎮壓湘黔苗民起事
乾隆六十年（1795年），貴州松桃苗民石柳鄧、湖南永綏苗民石三保相繼起義，攻陷乾州。福康安督師鎮壓，請以額勒登保偕護軍統領德楞泰率領巴圖魯侍衛隨軍。至松桃時，苗軍之圍已解，石柳鄧循逸入石三保的黃瓜寨中。額勒登保由松桃進攻，遂解永綏之圍，攻克黃瓜寨。他又攻打苗軍首領吳半生於蘇麻寨，攻克西梁，吳半生只好遁走高多寨，被清軍所擒。額勒登保授職為內大臣。又擒獲乾州苗人头目吳八月，餘黨佔據平隴，額勒登保進軍抵長吉山，打敗賊軍。嘉慶元年（1796年），福康安逝世，由和琳替代。當時石三保已就擒，石柳鄧身在平隴，額勒登保乃進兵收復乾州，被賞賜花翎，署任領侍衛內大臣。是年秋天，和琳在軍中逝世，統兵者惟有額勒登保、德楞泰及湖南巡撫姜晟三人。朝廷下詔將軍明亮、提督鄂輝趕往會同他們剿灭苗军。同年十月，攻克平隴，石柳鄧遁走盤踞養牛塘山梁，額勒登保分兵攻克。十二月，斬殺石柳鄧，苗人縛吳八月之子吳廷義獻給清軍。軍事告竣，朝廷下詔嘉賞額勒登保其軍功最高，錫封為威勇侯，賜雙眼花翎。

### 圍剿川楚教亂
嘉慶二年（1797年），額勒登保移師圍剿湖北白蓮教徒。當時起事教徒林之華、覃加耀盤踞長陽黃柏山，地險糧足，總督福寧久攻不下。額勒登保大敗敵軍於大茅田，擊斃林之華。十二月，額勒登保攻陷長樂朱里寨，惟被覃加耀遁走，盤踞於歸州終報寨。朝廷下詔斥責額勒登保縱容賊匪，降世职為三等伯爵。最後於嘉慶三年（1798年），覃加耀始被擒，仍以蕆事緩，奪去額勒登保爵位官職、花翎，予以副都統軍銜，下命率軍開赴陝西協助清剿襄陽白蓮教徒高均德、姚之富、齊王氏等。姚之富、齊王氏因失援，遂為明亮、德楞泰所殲滅，王聰兒（齊王氏）、姚之富皆跳崖自殺。額勒登保開赴荊州會合各路大軍清剿張漢潮，於廣元擊敗白莲教军，生擒其子張正漋。又與德楞泰等合剿川匪羅其清。額勒登保與德楞泰、惠齡、恆瑞四路進攻，十月合圍。額勒登保率軍攻擊了七晝夜，教徒最終不支，竄渡巴河，盤踞遂風寨廢堡。額勒登保與德楞泰圍之數重，大敗敵軍，於石穴擒獲羅其清。十二月，額勒登保又追逼徐天德、冷天祿於合州。
嘉慶四年（1799年）春天，朝廷下詔以勒保為經略大臣，額勒登保與明亮同授職副都統為參贊。三月，追打冷天祿於大竹，聽聞蕭占國、張長庚由閬州逃竄至營山，遂回軍迎擊，斬殺蕭占國、張長庚，其後再大敗射殺冷天祿。旬日之間連殄三头目，疊詔嘉賚，先封二等男爵，再晉升為一等男爵。額勒登保又追剿張子聰，擒斬白莲教徒甚眾。其後，勒保因罪被逮捕下獄，額勒登保代為經略。
當時白蓮教眾王登廷與冉天元、苟文明合阮正漋的叛軍流竄至廣元，主力集結在川北。額勒登保率領楊遇春殲滅阮正漋於雲霧山。同年十一月，部下穆克登布輕進，被冉天元大敗，額勒登保當時因病留在太平。嘉慶五年（1800年）春天，冉天元勢力日眾，乘魁倫剛受命接掌四川剿匪之事，而額勒登保抱恙開赴陝西剿匪之時機，遂奪渡嘉陵江，總兵朱射斗戰死，潼河復失守，川中震動。朝廷下詔逮捕魁倫回京，再次起用勒保與德楞泰同辦四川的白蓮教眾，訓責額勒登保與那彥成專剿陝西的白蓮教眾。因白蓮教眾以流動作戰方式，流竄各地。額勒登保各軍疲於奔命，仍未能剿平教眾。
嘉慶六年（1801年）二月開始，清軍形勢開始向好。額勒登保部下楊遇春擒下王廷詔於川、陝交界的鞍子溝，又擒下高天德、馬學禮於寧羌龍洞溪。其後再擒下冉天泗、王士虎於通江報曉埡，擒下伍懷志於秦嶺，李元受、閻天明等各人率眾歸降，白蓮教眾其勢窮蹙。朝廷下詔嘉獎，晉封額勒登保為三等伯。嘉慶七年（1802年）正月，又斬殺辛聰於南江，但是因苟文明由西鄉偷渡漢江。額勒登保遂親自請罪，降職為一等男，朝廷下詔以德楞泰、勒保等負責剿滅四川教眾，額勒登保兼任西安將軍，仍專責剿滅陝西教眾。同年六月，額勒登保殲滅苟文明的叛軍於龔家灣，苟文明僅以身免。七月，殲滅苟文明餘眾於寧陝花石巖，額勒登保晉升為一等伯。八月，額勒登保擒下苟文齊，擊斃張芳。十二月，叛軍大致平定，朝廷下詔晉封額勒登保為一等侯，世襲罔替，授職御前大臣，加封太子太保之銜，賜用紫韁。
嘉慶八年（1803年）春天，額勒登保留於陝西搜捕，擒姚馨佐、陳文海、宋應伏等於紫陽。六月，額勒登保移師入四川，擒下熊老八、趙金友於大寧。七月，馳奏肅清，命暫留四川經理善後。編閱陝、楚營卡工事完竣，才振旅還京。十二月，回京覆命，行抱見禮於養心殿，獎賚有加。

### 去世
嘉慶九年（1804年）春天，額勒登保因早前遭母憂而不獲守制，補回持服。尋命額勒登保開赴四川偕同德楞泰殲剿川楚教亂的餘众。嘉慶十年（1805年），額勒登保回京，總理行營，充當方略館總裁。同年八月，清仁宗臨幸盛京，額勒登保因病不能追從，謁陵禮成後，特詔加恩晉升額勒登保為三等公爵。是月，額勒登保於京師逝世，年五十八歲。仁宗回鑾親奠，御製述悲詩一章。又於地安門為額勒登保建褒忠祠，諡號為「忠毅」，下命吉林將軍修理其祖墓及立碑，其子謨爾賡額袭爵，不久早夭，以額勒登保之姪哈郎阿嗣位，承襲一等威勇侯。
崇文門內四祠：表忠祠李鴻章、獎忠祠福康安、褒忠祠額勒登保、顧忠祠僧格林沁，李鴻章是唯一的漢人。

## 評價
額勒登保當初隸屬海蘭察為部下時，海蘭察曾評價他是將才。天性嚴毅，諸將白事，莫敢仰視。然而有功必拊循，戰勝親自以酒肉餉軍，賞巨萬而不吝嗇，士兵樂為他所用。額勒登保於同列不憚忌別人軍功，亦不伐己功，尤其嚴於操守。凱旋過盧溝橋時，其他將領輜重纍纍，獨額勒登保行李蕭然，只有數騎而已。
川楚教亂中，朝廷曾下詔嘉獎額勒登保忠勇公清，為東三省人傑，其後又下詔嘉獎他運籌決策，悉中機宜，躬親行陣，與士卒同甘苦，為軍功最高者，可見額勒登保為當時清仁宗最倚重的大將。

## 世爵承袭图
额勒登保嫡裔世爵承袭图如下：
|  |  |  |  |  |  |  |  | 三等威勇忠毅公 額勒登保始封 |                           |                           |                           |                           |                           |  |  |  |  |                             |                             |                             |                             |                             |                             |  |  |  |  |  |  |  |  |  |  |  |  |
|  |  |  |  |  |  |  |  |                             |                           |                           |                           |                           |                           |  |  |  |  |                             |                             |                             |                             |                             |                             |  |  |  |  |  |  |  |  |  |  |  |  |
|  |  |  |  |  |  |  |  |                             |                           |                           |                           |                           |                           |  |  |  |  |                             |                             |                             |                             |                             |                             |  |  |  |  |  |  |  |  |  |  |  |  |
|  |  |  |  |  |  |  |  | 一等威勇侯 谟尔赓额一次袭   | 一等威勇侯 谟尔赓额一次袭 | 一等威勇侯 谟尔赓额一次袭 | 一等威勇侯 谟尔赓额一次袭 | 一等威勇侯 谟尔赓额一次袭 | 一等威勇侯 谟尔赓额一次袭 |  |  |  |  | 一等威勇刚恪侯 哈哴阿二次袭 | 一等威勇刚恪侯 哈哴阿二次袭 | 一等威勇刚恪侯 哈哴阿二次袭 | 一等威勇刚恪侯 哈哴阿二次袭 | 一等威勇刚恪侯 哈哴阿二次袭 | 一等威勇刚恪侯 哈哴阿二次袭 |  |  |  |  |  |  |  |  |  |  |  |  |
|  |  |  |  |  |  |  |  | 一等威勇侯 谟尔赓额一次袭   | 一等威勇侯 谟尔赓额一次袭 | 一等威勇侯 谟尔赓额一次袭 | 一等威勇侯 谟尔赓额一次袭 | 一等威勇侯 谟尔赓额一次袭 | 一等威勇侯 谟尔赓额一次袭 |  |  |  |  | 一等威勇刚恪侯 哈哴阿二次袭 | 一等威勇刚恪侯 哈哴阿二次袭 | 一等威勇刚恪侯 哈哴阿二次袭 | 一等威勇刚恪侯 哈哴阿二次袭 | 一等威勇刚恪侯 哈哴阿二次袭 | 一等威勇刚恪侯 哈哴阿二次袭 |  |  |  |  |  |  |  |  |  |  |  |  |
|  |  |  |  |  |  |  |  |                             |                           |                           |                           |                           |                           |  |  |  |  | 一等威勇侯 那铭三次袭       |                             |                             |                             |                             |                             |  |  |  |  |  |  |  |  |  |  |  |  |
|  |  |  |  |  |  |  |  |                             |                           |                           |                           |                           |                           |  |  |  |  |                             |                             |                             |                             |                             |                             |  |  |  |  |  |  |  |  |  |  |  |  |
|  |  |  |  |  |  |  |  |                             |                           |                           |                           |                           |                           |  |  |  |  | 一等威勇侯 荣全四次袭       |                             |                             |                             |                             |                             |  |  |  |  |  |  |  |  |  |  |  |  |
|  |  |  |  |  |  |  |  |                             |                           |                           |                           |                           |                           |  |  |  |  |                             |                             |                             |                             |                             |                             |  |  |  |  |  |  |  |  |  |  |  |  |
|  |  |  |  |  |  |  |  |                             |                           |                           |                           |                           |                           |  |  |  |  | 一等威勇侯 富康五次袭       |                             |                             |                             |                             |                             |  |  |  |  |  |  |  |  |  |  |  |  |

## 延伸阅读
[在维基数据编辑]
 《清史稿·卷344》，出自趙爾巽《清史稿》